# Fingers Inc.
Fingers, Inc. fue un grupo de música house formado por el productor y arreglista Larry Heard ("Mr. Fingers") y los vocalistas Robert Owens y Ron Wilson. El grupo es conocido principalmente gracias a varios temas de deep house publicados hacia mediados de los años 90, entre los que destacan los sencillos "Mystery Of Love", "Can You Feel It", y "Bring Down The Walls". Algunos temas de Fingers Inc. aparecen en álbumes cuya autoría se otorga a Larry Heard o a Mr. Fingers. 